# Жича
 Тази статия е за манастира.  За селото в Сърбия вижте Жича (село).  
Жича (на сръбски: Жича) е православен манастир в село Жича край Кралево, Сърбия.
Основан е в началото на XIII век от великия жупан Стефан Първовенчани и е седалище на първия сръбски архиепископ Сава и неговите наследници до средата на века. През Средновековието е традиционно място за коронация на сръбските владетели.